# Patinage artistique aux Jeux olympiques de 2014 - Épreuve par équipes
Pour des articles plus généraux, voir Patinage artistique aux Jeux olympiques de 2014 et Jeux olympiques d'hiver de 2014.
Navigation
Pyeongchang 2018
L'épreuve par équipes de patinage artistique aux Jeux olympiques de 2014 se déroule du 6 au 9 février 2014 au centre de patinage artistique Iceberg de Sotchi en Russie. 
Il s'agit de la première épreuve par équipes en patinage artistique aux Jeux olympiques. En raison de cette nouvelle compétition, les épreuves de patinage débutent une journée avant la cérémonie d'ouverture. C'est la première fois dans l'histoire des Jeux olympiques d'hiver que les compétitions de patinage artistique commencent avant l'ouverture officielle des Jeux.
C'est la Russie qui remporte la première médaille d'or de l'histoire de l'épreuve avec un total de 75 points. Elle s'impose devant le Canada médaille d'argent avec 64 points et les États-Unis médaille de bronze avec 60 points.

## Calendrier des compétitions
- Épreuves avec médailles

Tous les horaires sont à l'heure de Moscou (UTC+4).
| Date      | Horaire | Épreuve                                                |
| --------- | ------- | ------------------------------------------------------ |
| 6 février | 19 h 30 | Épreuve en équipes : Programme court (Couples)         |
| 6 février | 21 h 10 | Épreuve en équipes : Programme court (Hommes)          |
| 8 février | 18 h 30 | Épreuve en équipes : Danse courte (Danse sur glace)    |
| 8 février | 20 h 10 | Épreuve en équipes : Programme court (Femmes)          |
| 8 février | 22 h 05 | Épreuve en équipes : Programme libre (Couples)         |
| 9 février | 19 h 00 | Épreuve en équipes : Programme libre (Hommes)          |
| 9 février | 20 h 05 | Épreuve en équipes : Programme libre (Femmes)          |
| 9 février | 21 h 10 | Épreuve en équipes : Programme libre (Danse sur glace) |

## Format de l'épreuve
Dix pays sont qualifiés, selon les résultats de leurs patineurs et patineuses dans les compétitions internationales l'année précédant les Jeux olympiques. 
Chaque équipe présente un patineur, une patineuse, un couple artistique et un couple de danse, pour le programme court. Les participants doivent être qualifiés pour les épreuves individuelles (ou en couple) de la compétition olympique, mais une équipe à laquelle il manquerait un patineur / une patineuse ou un couple artistique / de danse dans une des disciplines peut présenter un patineur ou un couple non qualifié. 
Les points sont attribués en fonction du classement à chaque épreuve (de 10 points au 1er à 1 point au 10e). Les cinq pays les mieux classés après l'ensemble des programmes courts concourent sur les programmes libres, en pouvant procéder à deux changements dans leur équipe. 
Les points sont attribués sur les programmes libres selon le même principe que sur les programmes courts et les équipes sont classées au cumul des deux épreuves dans les quatre catégories.

## Participants
| Pays            | Hommes                       | Femmes                             | Couples                                                               | Danseurs                                                              |
| --------------- | ---------------------------- | ---------------------------------- | --------------------------------------------------------------------- | --------------------------------------------------------------------- |
| Allemagne       | Peter Liebers                | Nathalie Weinzierl                 | Maylin Wende / Daniel Wende                                           | Nelli Zhiganshina / Alexander Gazsi                                   |
| Canada          | Patrick Chan Kevin Reynolds  | Kaetlyn Osmond                     | Meagan Duhamel / Eric Radford Kirsten Moore-Towers / Dylan Moscovitch | Tessa Virtue / Scott Moir                                             |
| Chine           | Yan Han                      | Zhang Kexin                        | Peng Cheng / Zhang Hao                                                | Huang Xintong / Zheng Xun                                             |
| États-Unis      | Jeremy Abbott Jason Brown    | Ashley Wagner Gracie Gold          | Marissa Castelli / Simon Shnapir                                      | Meryl Davis / Charlie White                                           |
| France          | Florent Amodio               | Maé-Bérénice Meité                 | Vanessa James / Morgan Ciprès                                         | Nathalie Péchalat / Fabian Bourzat                                    |
| Italie          | Paul Bonifacio Parkinson     | Carolina Kostner Valentina Marchei | Stefania Berton / Ondřej Hotárek                                      | Anna Cappellini / Luca Lanotte Charlène Guignard / Marco Fabbri       |
| Japon           | Yuzuru Hanyu Tatsuki Machida | Mao Asada Akiko Suzuki             | Narumi Takahashi / Ryuichi Kihara                                     | Cathy Reed / Chris Reed                                               |
| Grande-Bretagne | Matthew Parr                 | Jenna McCorkell                    | Stacey Kemp / David King                                              | Penny Coomes / Nicholas Buckland                                      |
| Russie          | Evgeni Plushenko             | Ioulia Lipnitskaïa                 | Tatiana Volosozhar / Maksim Trankov Ksenia Stolbova / Fedor Klimov    | Ekaterina Bobrova / Dmitri Soloviev Elena Ilinykh / Nikita Katsalapov |
| Ukraine         | Yakov Godorozha              | Natalia Popova                     | Julia Lavrentieva / Yuri Rudyk                                        | Siobhan Heekin-Canedy / Dmitri Dun                                    |

## Podium
| Épreuve             | Or | Argent | Bronze |
| ------------------- | --- | --- | --- |
| Épreuve par équipes | Russie Ekaterina Bobrova Elena Ilinykh Nikita Katsalapov Fedor Klimov Ioulia Lipnitskaïa Evgeni Plushenko Dmitri Soloviev Ksenia Stolbova Maksim Trankov Tatiana Volosozhar | Canada Patrick Chan Meagan Duhamel Scott Moir Kirsten Moore-Towers Dylan Moscovitch Kaetlyn Osmond Eric Radford Kevin Reynolds Tessa Virtue | États-Unis Jeremy Abbott Jason Brown Marissa Castelli Meryl Davis Gracie Gold Simon Shnapir Ashley Wagner Charlie White |

## Résultats

### Programme court Messieurs
| Rang | Nom                      | Pays            | Points | Points équipe |
| ---- | ------------------------ | --------------- | ------ | ------------- |
| 1    | Yuzuru Hanyu             | Japon           | 97.98  | 10            |
| 2    | Evgeni Plushenko         | Russie          | 91.39  | 9             |
| 3    | Patrick Chan             | Canada          | 89.71  | 8             |
| 4    | Yan Han                  | Chine           | 85.52  | 7             |
| 5    | Florent Amodio           | France          | 79.93  | 6             |
| 6    | Peter Liebers            | Allemagne       | 79.61  | 5             |
| 7    | Jeremy Abbott            | États-Unis      | 65.65  | 4             |
| 8    | Yakov Godorozha          | Ukraine         | 60.51  | 3             |
| 9    | Matthew Parr             | Grande-Bretagne | 57.40  | 2             |
| 10   | Paul Bonifacio Parkinson | Italie          | 53.94  | 1             |

### Programme court Dames
| Rang | Nom                | Pays            | Points | Points équipe |
| ---- | ------------------ | --------------- | ------ | ------------- |
| 1    | Ioulia Lipnitskaïa | Russie          | 72.90  | 10            |
| 2    | Carolina Kostner   | Italie          | 70.84  | 9             |
| 3    | Mao Asada          | Japon           | 64.07  | 8             |
| 4    | Ashley Wagner      | États-Unis      | 63.10  | 7             |
| 5    | Kaetlyn Osmond     | Canada          | 62.54  | 6             |
| 6    | Maé-Bérénice Meité | France          | 55.45  | 5             |
| 7    | Zhang Kexin        | Chine           | 54.58  | 4             |
| 8    | Natalia Popova     | Ukraine         | 53.44  | 3             |
| 9    | Nathalie Weinzierl | Allemagne       | 52.16  | 2             |
| 10   | Jenna McCorkell    | Grande-Bretagne | 50.09  | 1             |

### Programme court Couples
| Rang | Noms                                | Pays            | Points | Points équipe |
| ---- | ----------------------------------- | --------------- | ------ | ------------- |
| 1    | Tatiana Volosozhar / Maksim Trankov | Russie          | 83.79  | 10            |
| 2    | Meagan Duhamel / Eric Radford       | Canada          | 73.10  | 9             |
| 3    | Peng Cheng / Zhang Hao              | Chine           | 71.01  | 8             |
| 4    | Stefania Berton / Ondřej Hotárek    | Italie          | 70.31  | 7             |
| 5    | Marissa Castelli / Simon Shnapir    | États-Unis      | 64.25  | 6             |
| 6    | Maylin Wende / Daniel Wende         | Allemagne       | 60.82  | 5             |
| 7    | Vanessa James / Morgan Ciprès       | France          | 57.45  | 4             |
| 8    | Narumi Takahashi / Ryuichi Kihara   | Japon           | 46.56  | 3             |
| 9    | Julia Lavrentieva / Yuri Rudyk      | Ukraine         | 46.34  | 2             |
| 10   | Stacey Kemp / David King            | Grande-Bretagne | 44.70  | 1             |

### Danse courte
| Rang | Noms                                | Pays            | Points | Points équipe |
| ---- | ----------------------------------- | --------------- | ------ | ------------- |
| 1    | Meryl Davis / Charlie White         | États-Unis      | 75.98  | 10            |
| 2    | Tessa Virtue / Scott Moir           | Canada          | 72.98  | 9             |
| 3    | Ekaterina Bobrova / Dmitri Soloviev | Russie          | 70.27  | 8             |
| 4    | Nathalie Péchalat / Fabian Bourzat  | France          | 69.15  | 7             |
| 5    | Anna Cappellini / Luca Lanotte      | Italie          | 64.92  | 6             |
| 6    | Nelli Zhiganshina / Alexander Gazsi | Allemagne       | 58.04  | 5             |
| 7    | Penny Coomes / Nicholas Buckland    | Grande-Bretagne | 52.93  | 4             |
| 8    | Cathy Reed / Chris Reed             | Japon           | 52.00  | 3             |
| 9    | Siobhan Heekin-Canedy / Dmitri Dun  | Ukraine         | 49.19  | 2             |
| 10   | Huang Xintong / Zheng Xun           | Chine           | 47.88  | 1             |

### Programme libre Messieurs
| Rang | Nom                      | Pays       | Points | Points équipe |
| ---- | ------------------------ | ---------- | ------ | ------------- |
| 1    | Evgeni Plushenko         | Russie     | 168.20 | 10            |
| 2    | Kevin Reynolds           | Canada     | 167.92 | 9             |
| 3    | Tatsuki Machida          | Japon      | 165.85 | 8             |
| 4    | Jason Brown              | États-Unis | 153.67 | 7             |
| 5    | Paul Bonifacio Parkinson | Italie     | 121.23 | 6             |

### Programme libre Dames
| Rang | Nom                | Pays       | Points | Points équipe |
| ---- | ------------------ | ---------- | ------ | ------------- |
| 1    | Ioulia Lipnitskaïa | Russie     | 141.51 | 10            |
| 2    | Gracie Gold        | États-Unis | 129.38 | 9             |
| 3    | Valentina Marchei  | Italie     | 112.51 | 8             |
| 4    | Akiko Suzuki       | Japon      | 112.33 | 7             |
| 5    | Kaetlyn Osmond     | Canada     | 110.73 | 6             |

### Programme libre Couples
| Rang | Noms                                    | Pays       | Points | Points équipe |
| ---- | --------------------------------------- | ---------- | ------ | ------------- |
| 1    | Ksenia Stolbova / Fedor Klimov          | Russie     | 135.09 | 10            |
| 2    | Kirsten Moore-Towers / Dylan Moscovitch | Canada     | 129.74 | 9             |
| 3    | Stefania Berton / Ondřej Hotárek        | Italie     | 120.82 | 8             |
| 4    | Marissa Castelli / Simon Shnapir        | États-Unis | 117.94 | 7             |
| 5    | Narumi Takahashi / Ryuichi Kihara       | Japon      | 86.33  | 6             |

### Danse libre
| Rang | Noms                              | Pays       | Points | Points équipe |
| ---- | --------------------------------- | ---------- | ------ | ------------- |
| 1    | Meryl Davis / Charlie White       | États-Unis | 114.34 | 10            |
| 2    | Tessa Virtue / Scott Moir         | Canada     | 107.56 | 9             |
| 3    | Elena Ilinykh / Nikita Katsalapov | Russie     | 103.48 | 8             |
| 4    | Charlène Guignard / Marco Fabbri  | Italie     | 81.25  | 7             |
| 5    | Cathy Reed / Chris Reed           | Japon      | 76.34  | 6             |

### Résultats finaux
La Russie est championne olympique devant le Canada et les États-Unis.
| Rang                                | Nation      | Programme court | Programme court | Programme court | Programme court | Programme libre | Programme libre | Programme libre | Programme libre | Points |
| Rang                                | Nation      | Messieurs       | Couples         | Danse           | Dames           | Couples         | Messieurs       | Dames           | Danse           | Points |
| ----------------------------------- | ----------- | --------------- | --------------- | --------------- | --------------- | --------------- | --------------- | --------------- | --------------- | ------ |
| Médaille d'or, Jeux olympiques      | Russie      | 9               | 10              | 8               | 10              | 10              | 10              | 10              | 8               | 75     |
| Médaille d'argent, Jeux olympiques  | Canada      | 8               | 9               | 9               | 6               | 9               | 9               | 6               | 9               | 65     |
| Médaille de bronze, Jeux olympiques | États-Unis  | 4               | 6               | 10              | 7               | 7               | 7               | 9               | 10              | 60     |
| 4                                   | Italie      | 1               | 7               | 6               | 9               | 8               | 6               | 8               | 7               | 52     |
| 5                                   | Japon       | 10              | 3               | 3               | 8               | 6               | 8               | 7               | 6               | 51     |
| 6                                   | France      | 6               | 4               | 7               | 5               | non qualifiée   | non qualifiée   | non qualifiée   | non qualifiée   | 22     |
| 7                                   | Chine       | 7               | 8               | 1               | 4               | non qualifiée   | non qualifiée   | non qualifiée   | non qualifiée   | 20     |
| 8                                   | Allemagne   | 5               | 5               | 5               | 2               | non qualifiée   | non qualifiée   | non qualifiée   | non qualifiée   | 17     |
| 9                                   | Ukraine     | 3               | 2               | 2               | 3               | non qualifiée   | non qualifiée   | non qualifiée   | non qualifiée   | 10     |
| 10                                  | Royaume-Uni | 2               | 1               | 4               | 1               | non qualifié    | non qualifié    | non qualifié    | non qualifié    | 8      |